# Julmajärvi
Julmajärvi är en sjö i Finland. Den ligger i kommunen Posio i landskapet Lappland, i den norra delen av landet, 700 km norr om huvudstaden Helsingfors. Julmajärvi ligger 296,2 meter över havet. Arean är 39,8 hektar och strandlinjen är 5,34 kilometer lång. Sjön  ingår i Kemi älvs huvudavrinningsområde. 